# Wolta Czerwona
Wolta Czerwona (ang. Red Volta, fr. Volta Rouge) znana również jako Nazinon – rzeka w Burkina Faso. Rozpoczyna bieg niedaleko Wagadugu i płynie około 320 km, łącząc się z Woltą Białą na terytorium Ghany.